# Grupo de Cantares Belaurora
O Grupo de Cantares Belaurora é um conjunto musical fundado em 1985 na vila de Capelas, concelho de Ponta Delgada, Ilha de São Miguel, Açores, constituído totalmente por amadores e que se dedica à recolha, pesquisa, estudo, preparação e divulgação da Música Tradicional Açoriana.

## Origem
Em 1985, Ano Internacional da Juventude, um grupo de jovens da vila de Capelas frequentou uma Ação de Educação Permanente e um curso de Noções Elementares de Música. Da união entre o professor de música e os alunos nasceu a 17 de maio de 1985 o Grupo de Cantares Belaurora, nome de uma das modas mais típicas dos Açores (Bela Aurora).

## Objetivos
O grupo musical tem como objetivos recolher, pesquisar, estudar, preparar e divulgar Música Tradicional Açoriana das nove ilhas que constituem o Arquipélago dos Açores, sobretudo a mais antiga e já quase desconhecida, incluindo no seu vasto repertório, cerca de uma centena de "modas" e alguns temas originais.

## Formação
Atualmente o Grupo de Cantares Belaurora é constituído por onze elementos, na sua maioria naturais e residentes na vila de Capelas.

## Atuações

### Primeiros passos
As atuações públicas do Grupo de Cantares Belaurora começaram um mês depois da formação do mesmo. Ao longo do ano de 1985 o grupo totalizou cerca de vinte atuações em vários pontos da Ilha de São Miguel.
No mesmo ano, o grupo fez sessenta atuações, e viajou pela primeira vez para fora do Arquipélago dos Açores, para participar na "Festa do Vinho", na Ilha da Madeira (Arquipélago da Madeira).

### Afirmação
Ao longo dos anos, o grupo manteve uma média de cinquenta atuações por ano, sendo de destacar, em 1990, uma deslocação à cidade do Porto, para atuar na "Semana dos Açores", e participar no programa televisivo "Às Dez", produzido no centro regional da Rádio e Televisão de Portugal (RTP) no Porto.
Em 1994, o grupo participou no "8.º Ciclo de Cultura Açoriana" que teve lugar na cidade de Toronto, no Canadá, merecendo destaque junto da comunidade açoriana
Em 1995 são de destacar a participação do grupo na XVI FATACIL – Feira de Artesanato, Turismo, Agricultura, Comércio e Indústria de Lagoa (Algarve) e, em termos televisivos, no programa da RTP 2 "Cantigas de Amigo", de Paco Bandeira, bem como no programa produzido pela RTP Açores "Arquipélago", de José Gabriel Ávila.

### Internacionalização e consolidação
Um dos pontos mais altos da carreira do grupo ocorreu no dia 25 de fevereiro de 1996 no Théâtre de la Ville, em Paris, França, integrando a "Saison 95/96". O Grupo de Cantares Belaurora foi a 5.ª presença portuguesa no palco desta casa de espetáculos parisiense, depois de Amália Rodrigues, José Afonso, Trovante e Madredeus.
Em 1997, merece destaque a segunda deslocação do grupo ao Canadá, a convite da Associação Familiar e Cultural Capelense da província de Ontário, que promoveu o "1.º Grande Picnic dos Capelenses".
Também em 1997, o Grupo de Cantares Belaurora participou no programa televisivo "Sinais", da RTP 1, transmitido para todo o mundo via RTP Internacional; e deslocou-se à Ilha de Santa Maria (Arquipélago dos Açores) para atuar nas Festas Municipais de Vila do Porto, onde participou no programa "Feira Franca", da Antena 1 da autoria de Rui Dias José.
Em junho de 1998, o grupo deslocou-se à Ilha da Madeira para um espetáculo integrado na XXIV Feira do Livro, e em agosto, integrou a delegação dos Açores na Exposição Internacional de Lisboa de 1998 (EXPO’98), tendo atuado no dia da Região Autónoma dos Açores, a convite da Direção Regional da Cultura.
Em 1999, o grupo participou, a convite da ARDE – Associação Regional para o Desenvolvimento, na Grande Mostra do Mundo Rural, que teve lugar na FIL, [[Parque das Nações, em Lisboa, no dia 10 de julho. No dia 14 do mesmo mês, o grupo atuou na Ilha do Corvo (Arquipélago dos Açores), a convite da Câmara Municipal de Vila do Corvo, aquando da deslocação de Sua Excelência o Senhor Presidente da República àquela ilha.
De 8 a 14 de agosto atuou diariamente na Exposição Internacional de Hannover (Alemanha) de 2000 (EXPO 2000), no Pavilhão de Portugal, tendo batido três recordes de visitantes ao longo daquela semana.
Em abril de 2001, o Grupo de Cantares Belaurora deslocou-se, pela primeira vez e a convite do Bristol Community College, aos Estados Unidos da América, tendo atuado na University of Massachusetts Dartmouth, na Bronx Community College, na Brown University, na Casa da Saudade de New Bedford, na União Portuguesa Beneficente, na Sociedade Cultural Açoriana, na Portuguese Business Association, e para alunos de Português das cidades de East Providence e New Bedford, tendo feito a sua despedida na State House de Providence, onde foi alvo de uma receção oferecida por Paul Tavares, tesoureiro do estado.
Em julho de 2002, o grupo representou Portugal na 19.ª edição do Folk Segovia, festival internacional de música de todo o mundo, que decorre anualmente na cidade de Segóvia, Espanha.
Em maio de 2004, o Belaurora integrou uma delegação açoriana que se deslocou à Gran Canária (Ilhas Canárias, Espanha), para um encontro com músicos oriundos das regiões da Macaronésia.
Em outubro de 2004 participou, a convite da Associação Cultural Sons do Lena, e da Câmara Municipal da Batalha, no IX Festival de Música Tradicional da Batalha, tendo atuado também em Leiria, nas celebrações do Dia da Música.
Em julho de 2013, o grupo musical atuou na “Noite Açoriana”, integrada no II Festival Música no Colégio, em Ponta Delgada.

## Gravações

### 1985-1995
Em 1987, o Grupo de Cantares Belaurora lançou o seu primeiro trabalho discográfico – um LP intitulado "E do Velho se Faz Novo!" (PolyGram), editado também em cassete.
Em abril de 1991, o grupo gravou o seu segundo LP. A gravação ocorreu no Angel Studio, tendo sido engenheiro de som José Manuel Fortes.
Em 1992 o álbum foi publicado em CD pela UPAV (União Portuguesa de Artistas de Variedades), com o título "Cantos d'Outrora".
Com este trabalho, o Grupo de Cantares Belaurora concorreu ao "Prémio José Afonso", promovido pela Câmara Municipal da Amadora, tendo sido finalista, conjuntamente com Vitorino (primeiro lugar), Júlio Pereira, Amélia Muge, Brigada Victor Jara, GNR e Madredeus.
Também no ano de 1992, o conjunto Belaurora marcou colaborou numa recolha de música popular portuguesa e açoriana, liderada por uma equipa francesa, da qual originaram duas obras publicadas em CD: uma sobre Portugal – "Voyage Musical" (1994), onde os Açores são representados com um trecho de música tradicional da Ilha de São Miguel interpretada pelo grupo; e um outro sobre os Açores, intitulado "Les Açores – The Azores" (Auvidis, 1995) no qual o grupo interpreta quatro temas.
Ainda em 1994, o Grupo de Cantares Belaurora editou o álbum "Cantos d'Outrora", em França, pelas Productions Sunset France, com o título "Musiques Traditionelles des Açores par le Groupe Belaurora", tendo o mesmo sido distribuído por 52 países, incluindo Austrália e Japão.

### 1996-2010
Em 1996, o Grupo de Cantares Belaurora publicou o terceiro trabalho discográfico, intitulado "Entre Cantos e Marés" (Dínamo).
No final de 1998, o Grupo de Cantares Belaurora procedeu à gravação de 24 temas de música tradicional de todas as ilhas dos Açores, destinada à edição de 2 CD. Um constituiu o volume 8, com o título "Cantorias", incluído na "Coletânea de Música Tradicional dos Açores" (1999), produzida pelos estúdios Emiliano Toste; o outro, com a mesma produção, com o título "Lágrimas de Saudade" (1999).
Em 2000, é lançado o CD duplo "Quinze Anos de Cantigas" (Emiliano Toste), como forma de comemorar o 15.º aniversário da fundação do grupo, onde se incluem 44 temas.
Em 2003, o Grupo de Cantares Belaurora gravou nos estúdios Emiliano Toste 22 temas. Dois dos temas foram originais, destinados à edição de dois trabalhos discográficos: um lançado em dezembro de 2003, com o nome Achados do Tempo; o outro editado em dezembro de 2004, intitulado "O Cantar que nos Embala".
Em maio de 2007, o Grupo de Cantares Belaurora lançou o primeiro DVD, intitulado "A Voz dum Povo" (Emiliano Toste), que, para além da música, pretendeu divulgar a beleza das ilhas dos Açores, o labor e a alegria das suas gentes. O conteúdo do DVD deu lugar a uma emissão na RTP2, no dia 14 de janeiro de 2014.
Em julho de 2010, o grupo lançou o CD "Da Maior e da Mais Alta", que inclui temas tradicionais da maior ilha do Arquipélago dos Açores – Ilha de São Miguel; e da mais alta – Ilha do Pico.

## Discografia

### Álbuns de estúdio
- "E do Velho se Faz Novo! ", 1987 (LP, Cassete)
- "Cantos d'Outrora", 1991 (LP, CD)
- "Entre Cantos e Marés", 1996 (CD)
- "Lágrimas de Saudade", 1999 (CD)
- "Quinze Anos de Cantigas", 2000 (CD)
- "Achados do Tempo", 2003 (CD)
- "O Cantar que nos Embala", 2004 (CD)
- "A Voz dum Povo", 2007 (CD)
- "Da Maior e da Mais Alta", 2010 (CD)

### Coletâneas
- "Voyage Musical", 1994 (CD)
- "Les Açores – The Azores", 1995 (CD)
- "Coletânea de Música Tradicional dos Açores", 1999 (CD)